# 4X

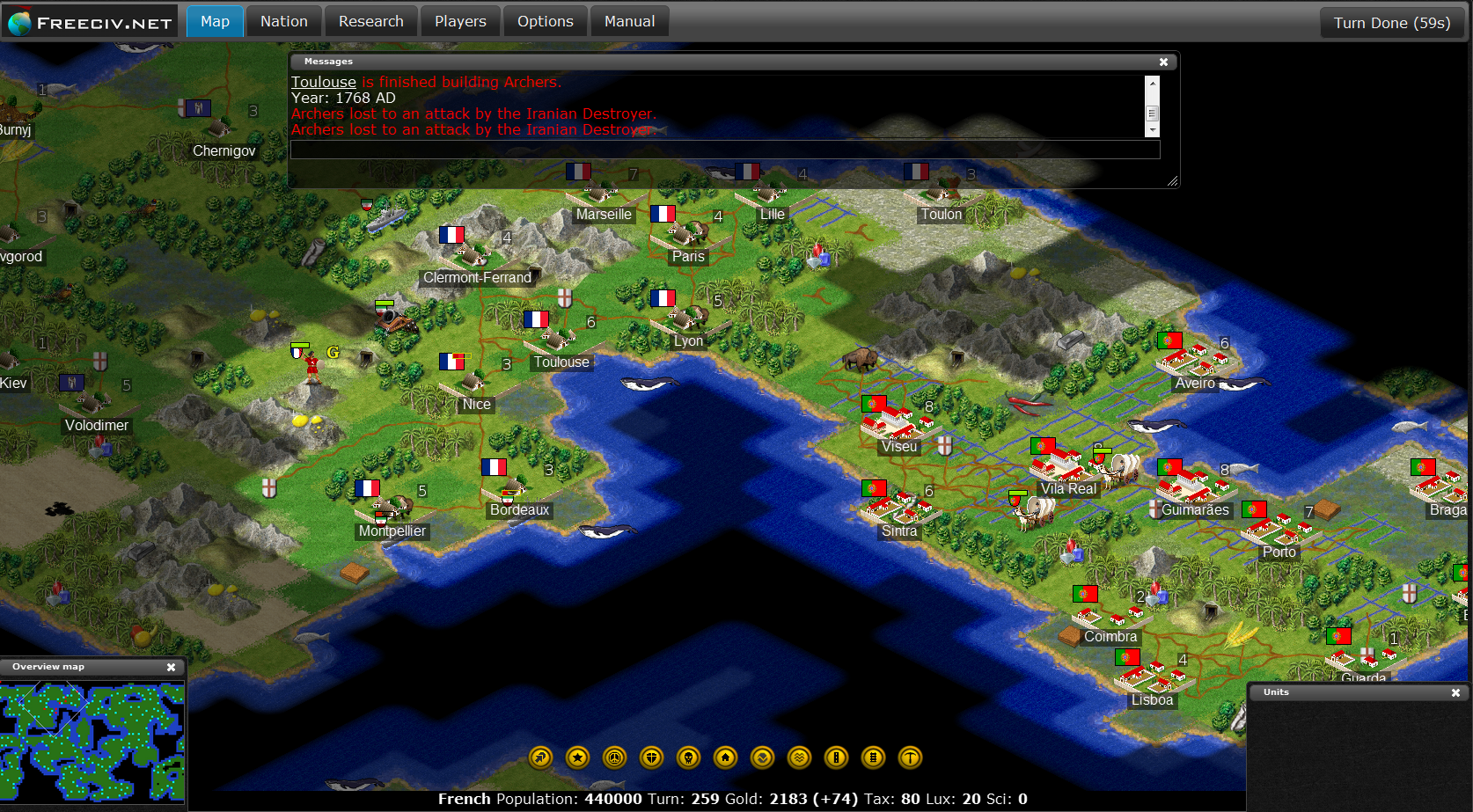
FreeCiv, exemplo de jogo eletrônico do subgênero 4X.

4X (eXplorar, eXpandir, eXtrair, eXterminar) é um subgênero de jogo eletrônico de estratégia ou de tabuleiro em que os jogadores controlam e evoluem impérios. O termo foi cunhado pela primeira vez por Alan Emrich em seu preview de setembro de 1993 de Master of Orion para a Computer Gaming World. Desde então, tem-se adotado o termo para descrever os jogos com um escopo e design similar.
Jogos 4X são conhecidos por sua jogabilidade profunda e complexa. Dá ênfase no desenvolvimento econômico e tecnológico, assim como uma variedade de rotas não-militares para a supremacia. Os jogos podem levar um longo tempo para serem completados pois a quantidade de micromanagement necessária para manter um império aumenta conforme ele se expande. Por esta razão, são por vezes criticados por serem entediantes. Respondendo às críticas várias produtoras tentaram melhorar esse ponto ao limitar o micromanagement, com variados graus de sucesso.
Os primeiros jogos 4X usaram ideias de jogos de tabuleiro e jogos de computador baseados em texto. O primeiro jogo 4X era baseado em turnos, mas jogos 4X em tempo real não eram incomuns. Muitos jogos 4X foram publicados no meio da década de 1990, mas foram posteriormente ultrapassados em venda por outros tipos de jogos de estratégia. Sid Meier's Civilization é um exemplo importante dessa era inicial e se popularizou pelo nível de detalhe que posteriormente se tornou característico do gênero. No novo milênio, vários lançamentos de 4X se tornaram um sucesso comercial e de críticas.

## Exemplos

### Jogos Eletrônicos
Alguns exemplos de jogos eletrônicos do gênero 4X:
- Age of Wonders III
- Age of Wonders: Planetfall
- Civilization V
- Civilization VI
- Crusader Kings II
- Endless Legend
- Endless Space
- Endless Space 2
- Europa Universalis IV
- Galactic Civilizations III
- Hearts of Iron IV
- Hegemony III: Clash of the Ancients
- Humankind
- Master of Orion
- Sins of a Solar Empire
- Stellaris
- Warhammer 40,000: Gladius - Relics of War
- Warlock: Master of the Arcane

### Analógicos
O jogo Twilight Imperium é um exemplo de jogo analógico 4X.